# Columna (botánica)

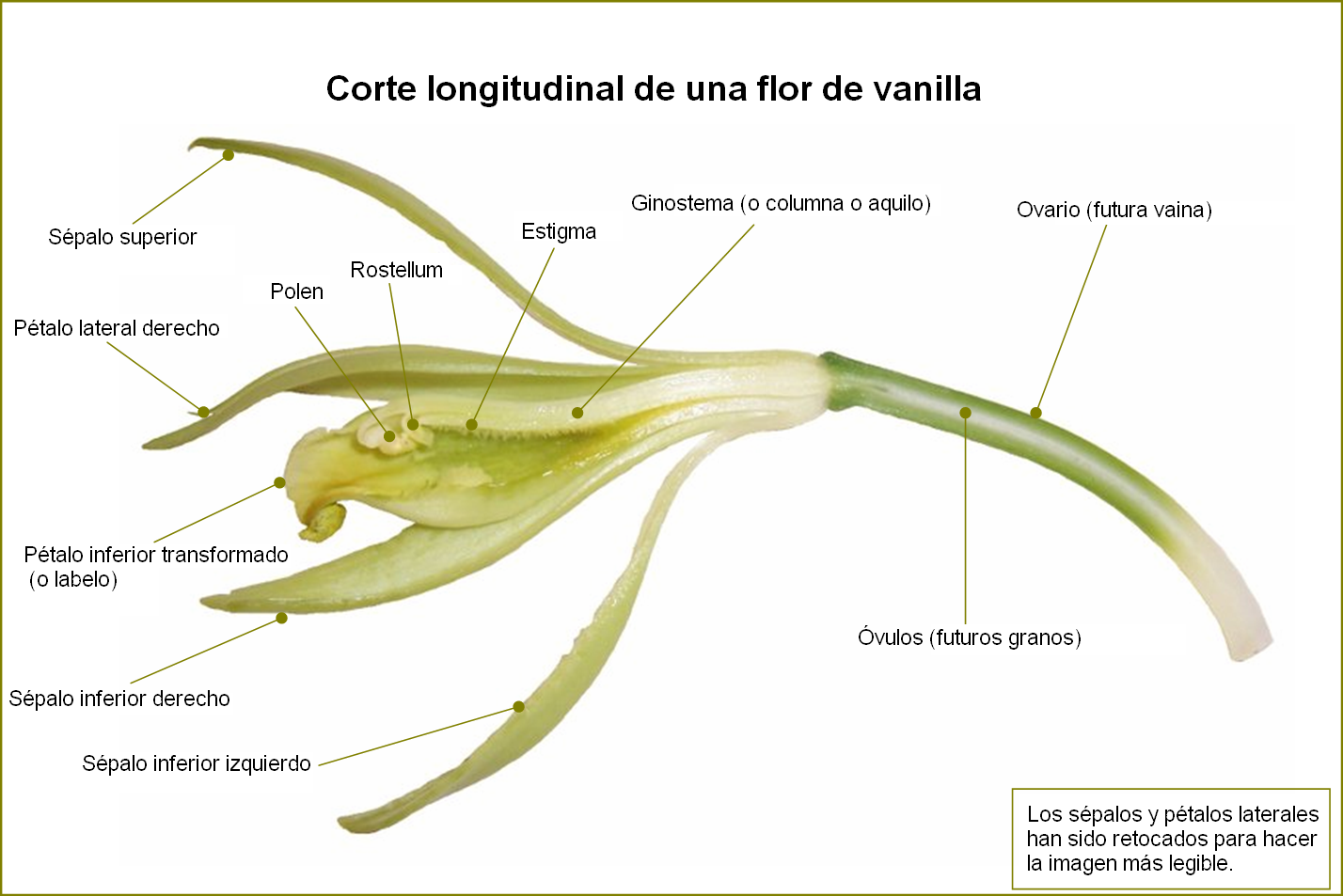
Detalle de la flor

La columna, o técnicamente el "ginostemo", es una estructura reproductiva en el centro de una flor de orquídea dentro de la familia Orchidaceae (también en la familia Aristolochiaceae, tal como en Thottea hainanensis).
Esta deriva de la fusión de las partes femenina y masculina (estambres y pistilo) dentro de un solo órgano. Esto significa que el estilo, el estigma del ovario, los filamentos y una o más anteras están unidas. El estigma se sitúa en el apéndice de la columna en el frente, pero está apuntando hacia abajo para después ponerse decúbito supino (la rotación de 180 grados antes de desplegarse la inflorescencia completa).
Este estigma tiene forma de un pequeño recipiente, el "clinandrio", una patina viscosa empapa la (generalmente) única antera. En el extremo de todo esto se encuentra la caperuza de la antera. Hay 
una pequeña extensión ú hocico al medio del lóbulo del estigma llamada "rostelo".
Las alas de la columna se pueden proyectar lateralmente desde el estigma. El pie de la columna está formado por la junta del labio(labelo) a la parte basal protuberante de la columna. Se habla de un "mentón" (barbilla) si los sépalos laterales están también basalmente adosado (= adosado al pie de la columna).
La columna hace ambas funciones, suministra polen y también lo recibe (procedente de otro individuo) para la fertilización. A diferencia de la casi totalidad de otras plantas de flor solamente una antera masculina al extremo de la columna produce polen que no se encuentra en forma de polvo suelto sino reunido por una masa cérea pegajosa de dos, cuatro o seis paquetes llamados polinios.
La transferencia del polinia de una flor a otra, aunque muy eficiente, está íntimamente ligada a una especie de insecto en particular y puede ser catastrófica para la población de orquídeas si el polinizador desaparece del entorno.